# Фрајнбесинген
Фрајнбесинген (њем. Freienbessingen) општина је у њемачкој савезној држави Тирингија. Једно је од 50 општинских средишта округа Кифхојзер. Према процјени из 2010. у општини је живјело 327 становника. Посједује регионалну шифру (AGS) 16065018.

## Географски и демографски подаци
Фрајнбесинген се налази у савезној држави Тирингија у округу Кифхојзер. Општина се налази на надморској висини од 298 метара. Површина општине износи 8,8 km². У самом мјесту је, према процјени из 2010. године, живјело 327 становника. Просјечна густина становништва износи 37 становника/km².